# Legenda pijanego mistrza
Legenda pijanego mistrza (oryg. Jui kuen II) – film z 1994 roku, w reżyserii Liu Chia-liang i Jackiego Chana.

## Obsada
- Jackie Chan jako Wong Fei-hung
- Anita Mui jako pani Wong
- Ti Lung jako Wong Kei-ying
- Felix Wong jako Tsan
- Lau Kar-leung jako Fu Wen-chi
- Ho Wing-fong jako Fun
- Cheung Chi-gwong jako Chang Tsan
- Ken Lo jako John
- Ho-Sung Pak jako Henry
- Chin Kar-lok jako Fo Sang

## Fabuła
Legenda pijanego mistrza jest kontynuacją filmu z 1978 roku pod tytułem Pijany mistrz.
Główny bohater Wong Fei-hung jest synem lekarza. Podczas odprawy na przejściu granicznym Fei-hung decyduje się dać żeń-szeń brytyjskiemu konsulowi, aby nie płacić opłaty celnej. Wskutek pomyłki, zamiast odzyskać korzeń dostaje cesarską pieczęć z jadeitu, która została skradziona przez konsula. Prowadzi to do pojedynków, w których Fei-hung pokonuje przeciwników ulepszając swój styl alkoholem w różnych postaciach.

## Nagrody i wyróżnienia
Film otrzymał nagrodę podczas Fantasia Festival w 1997 roku, w kategorii Najlepszy film azjatycki oraz nagrodę za Najlepszą choreografię w 1995 roku (za którą odpowiadał Jackie Chan), podczas gali Hongkońskich Nagród Filmowych.
W 2005 roku film znalazł się na liście 100 największych filmów w historii opracowanej przez amerykański tygodnik Time.